# 허드슨 화산

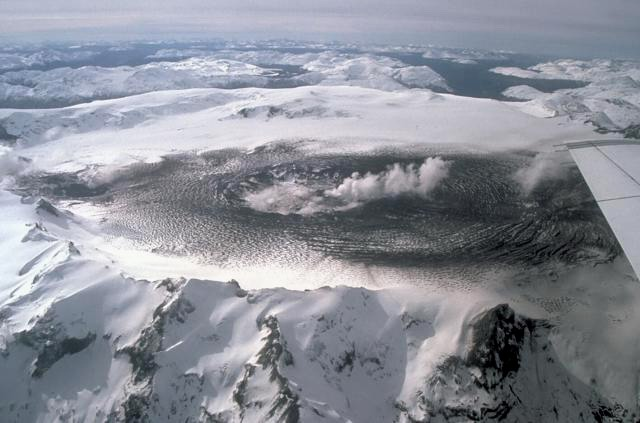
허드슨 화산의 칼데라

허드슨 화산(영어:Mount Hudson)은 칠레에 있는 성층 화산으로, 칠레의 남부에 위치해 있다. 이 화산은 활화산으로,
정상은 평평하다. 그러나 그 안에는 수많은 활동적인 분화구가 있기 때문에 조심해야 한다. 정상의 평평한 부위는 칼데라이다. 2011년에
분화하였는데, 화산재가 하늘로 치솟고 그 주변이 화산재에 덮혔다. 높이는 해발 1,905m이다. 지금은 서서히 안정되고 있다.